# Szondy György (várkapitány)
Szondy György vagy Szondi György (1504. k. – Drégely vára, 1552. július 9.) katona, Drégely várának hős kapitánya volt. Bátor magatartása még az ellenségben is elismerést váltott ki, ezért díszes pompával temettette őt el Hádim Ali budai pasa.

## Származása
Valószínűleg nem volt nemesi származású, mezővárosi polgárcsalád sarja lehetett, de van olyan elképzelés is, miszerint jobbágysorból küzdötte fel magát a kapitányi rangig. Annak ellenére, hogy a neki címzett levelekben egregius a megszólítása, amelyet a 15. századtól a köznemesekre használnak, ez valószínűleg csak katonai rendfokozatára tekintettel történt, vagy esetleg személyesen ő szerzett nemességet. A Szondy név leveleiben hol i-vel, hol y-nal szerepel. Egyetlen, név szerint ismert örököse, testvére, Szondy Jakab bizonyosan nem volt nemesi származású. Jakab hősi halált halt testvére érdemeire hivatkozva királyi adományként birtokot vagy évjáradékot kért Ferdinánd királytól. Szondy Jakabot a kamara által 1554. november 26-án kelt biztosító levél circumspectusnak nevezi, amely akkoriban a városi polgárok címzése volt. Ha Szondy György nemesi származású lett volna, a nemesség testvérét is megillette volna. Eredeti családi neve Suhó (Szuhó) volt, s a Szondy nevet ő maga vette föl; ezt is testvére, Jakab folyamodványából tudjuk, mert kérelmében Szondy alias Suhónak mondja magát. Kérdésként felvetődik a név felvételének indoka. Szond (ma Szonta Szerbiában) egy Bács vármegyei település volt. Ha ezt összevetjük azzal a körülménnyel, hogy a Révay család is a Délvidékről, a Szerémségből származik, akkor adódik az a lehetséges következtetés, hogy Szondy családja a Révay család szolgálatában került Magyarország északi részére a mohácsi csatavesztést követően a terjeszkedő török hódítás elől menekülve, ami a Suhó/Szuhó név hangzása miatt feltételezi akár a szláv származást is. Noha Drégely vára környékén több település is saját szülöttének tekinti a hős férfiút, ezeket az elképzeléseket semmilyen irat nem támasztja alá.
Szondy Györgyöt gyermekkorában vette maga mellé Révay Ferenc, ő taníttatta betűvetésre, az ő szklabinyai udvarában serdült vitézzé az ifjú. Szondy ezért érzett hálájáról több megmaradt levelében is tanúbizonyságot tesz. Leveleiből kitűnően a kötelességérzet és háládatosság fontos erényei közé tartozott. A végvári harcokban vitézségével küzdötte fel magát. A történelem színpadára az 1540-es évek közepén lépett, amikor Esztergom és Nógrád eleste után Várday Pál esztergomi érsek őt nevezte ki a Drégelyi-uradalom intézőjévé és a vár parancsnokává. Annak ellenére, hogy a várkapitányi tisztséget Zoltay Lőrinccel együtt töltötte be, a történelmi pillanatban egyedül kellett meghoznia döntéseit.

## Történelmi szerepe
Esztergom és Nógrád várainak bevétele után Drégely vára az első végvári védővonalba került, és az intenzív török előrenyomulás megakadályozásának feladata várt rá. Ebben a helyzetben lett Szondy György a vár kapitánya. A vár ekkoriban az esztergomi érsek tulajdonában volt, aki kötelességének érezte a várvédők lehetőség szerint legmegfelelőbb ellátását.
A kis hegyi sasfészek nem igazán felelt meg a kor hadászati követelményeinek; ez érzékelhető abból is, hogy a török veszély közeledtét megelőzően az esztergomi érsekek vadászkastélynak használták a várat. A helyzet azonban Várday Pál 1549-es halálát követően rosszabbra fordult, mert az érseki tisztséget évekig nem töltötték be, a vár királyi kezelésbe került. Ez gyakorlatilag azt jelentette, hogy az ellátás és a fizetés egyre bizonytalanabbá vált. Tetézte a bajokat, hogy a vártoronyban tárolt puskapor villámcsapás következtében felrobbant, ami megrongálta a falakat. Szondy a végvárat szerette volna minél jobban megerődíteni; több levele maradt fenn, melyben kéri a helyőrség létszámának növelését, a muníció gyarapítását. Javaslatot tett a nehezen védhető Drégely lerombolására és helyette egy közeli mocsaras helyen alkalmasabb erősség építésére is. Az elképzelést fontolóra is vette a királyi udvar, de pénzügyi gondok miatt ebből nem valósult meg semmi.
Ilyen körülmények között jött el az 1552-es év Szondy György várkapitány számára. Ekkor tizenhat lovas, hatvan gyalogos, egy tüzér és három várőr, összesen nyolcvan katona védte Drégelyt. A fenyegető török támadás árnyékában Szondy segélykérő levelet írt a kamarának, Selmecbánya városának és a nyitrai püspöknek is. Áprilisban a király jóváhagyta negyven gyalogos katona felfogadását a vár megerősítésére, júniusban pedig Szondy segélykérő levelére Selmecbánya küldött 26 zsoldost. Thurzó Ferenc nyitrai püspök személyesen is megszemlélte a várat, és meggyőződött védelmi hiányosságairól, igen rossz állagáról. Néhány kőművest oda is rendelt, akik javítottak is rajta valamit, de a zavaros időben a falat újraépíteni nem lehetett.
Június elején, Veszprém bevétele után már teljesen bizonyossá vált, hogy csak idő kérdése, mikor indul meg Ali budai pasa seregeivel a bányavárosok irányába. Bekefalvay Gergely alkapitány a fizetetlenség miatt a török közeledtének hírére eltávozott Drégelyből, és magára hagyta Szondy Györgyöt a védelem irányításában. A királyi kamara Szondynak sem fizette meg régebbi szolgálataiért járó 322 forintot a király kétszeri felszólítása ellenére sem, de az ügy személyes intézésére a török általi fenyegetettség miatt már nem nyílott lehetősége a várkapitánynak. Maga ezt írta: 
„Én magam felmentem volna, de az király ő felsége házát nem merem elhagyni.”

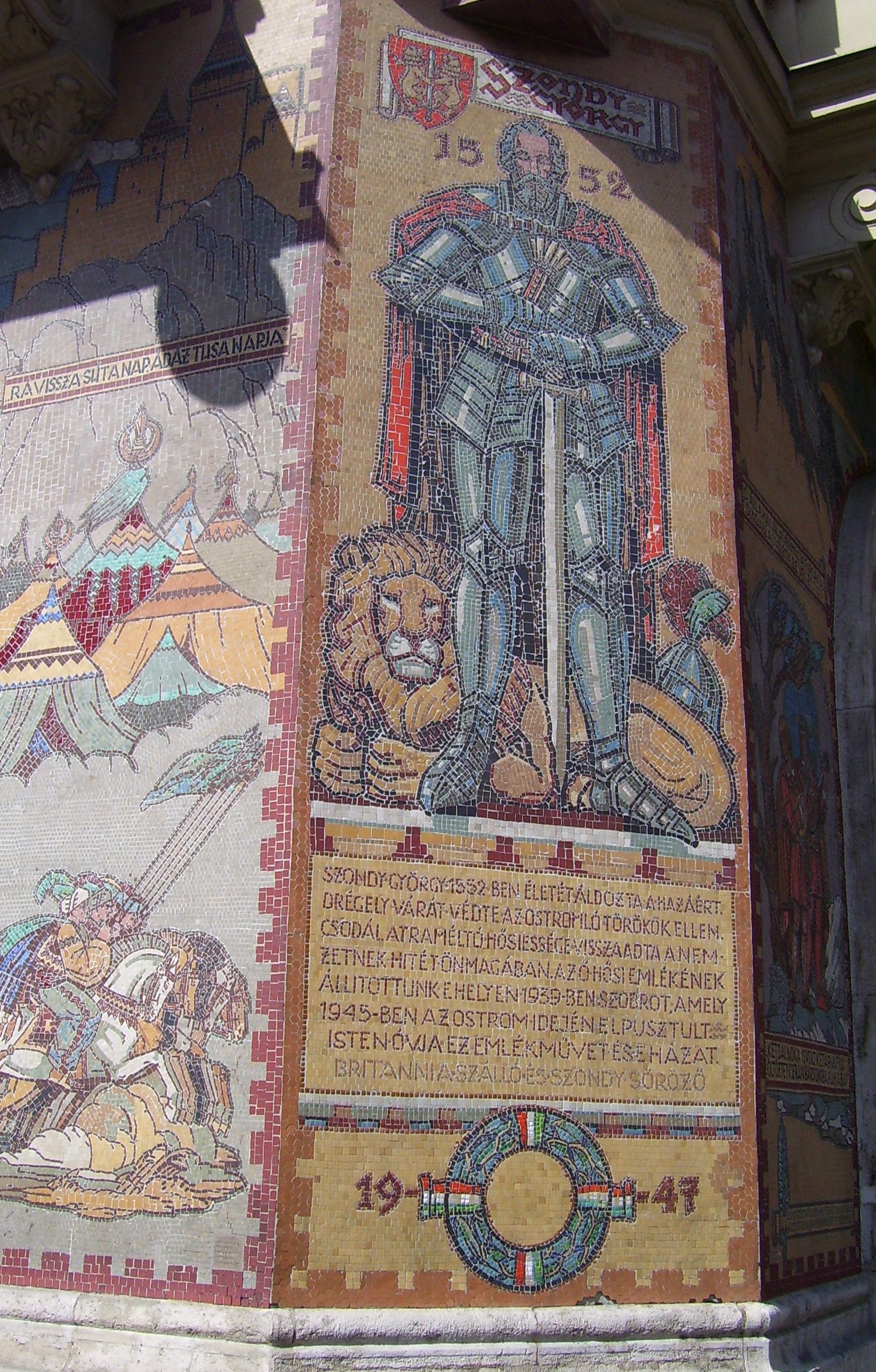
Mozaik a Teréz körút és a Szondi utca sarkán Budapesten

Hádim Ali budai pasa július elején Budáról ágyúkat véve magához mintegy 8-10 000 emberrel Drégely ostromára indult. A támadás nem érte váratlanul Szondyt; már az év eleje óta egymás után érkeztek a hírek a tervezett hadműveletről. Július 6-ára a törökök ostromgyűrűbe zárták a várat. Két török hadosztály a vár előtt maradt, a harmadik feltehetően a településen át Ságra és Gyarmatra vezető utat zárta le, hogy Szondy ne kaphasson segítséget se a bányavárosok irányából, se Nógrád vármegyéből. Felmentő hadak azonban egyik irányból sem érkeztek. A királyi sereg Erasmus von Teufel (a magyarok Ördög Rézmánnak vagy Ördög Mátyásnak hívták) felvidéki főkapitány vezetésével ekkor a viszonylag közeli Léván várakozott. A tétovázásért később súlyos árat fizetett mind Erasmus Teufel tábornok, mind a királyi sereg. Az egy hónappal későbbi palásti csatában ugyanis a Mohács óta eltelt idő legnagyobb győzelmét aratta Magyarországon a török sereg, a fogságba esett tábornokot pedig Konstantinápolyban karóba húzták.
A drégelyi várvédők a veszedelemről értesülve felgyújtották a vár előtt a szénakészletet, majd tüzelni kezdtek az ellenségre. Július 6-án estefelé a pasa is Drégely alá érkezett, és Szondyt megadásra szólította fel. A kapitány ezt visszautasította, mire a törökök felgyújtatták a földből-fából épített elővárat, a védőket a fellegvárba szorítva. Másnap reggel a törökök sáncokat ástak, ostromtetőket emeltek, felvonattak három faltörő löveget és hat tarackot, majd lövetni kezdték a várat. A török tüzéreknek kitűnően rombolható célpontot nyújtott a vár középkori, magas tornyaival és vékony, magas falaival.
A várat 7-én és 8-án szüntelenül ágyúzták, melynek következtében a kaputorony leomlott, és a falakon számos rés keletkezett. Ekkor a pasa rohamra vezényelte gyalogságát, de ezt Szondy és vitézei visszaverték, a töröknek is nagy veszteségeket okozva. Ali ezután újabb ágyútüzet zúdíttatott a félig lerombolt falakra, és megfelelő nagyságú rést ütve rajtuk rommá lövette a várat. Létezik egy legenda, mely szerint egy Nagyorosziból származó varga árulta el a törököknek, melyek pontosan a vár gyenge pontjai, mivel az apja kőművesként részt vett az erődítési munkálatokban.
A rommá lőtt vár ismételt gyalogsági megrohamozása előtt Ali Szondyhoz küldte Mártont, a szomszédos Oroszi papját, újra felszólítva őt a megadásra. Szondy visszautasította a pasa ajánlatát; maradék embereivel felkészült a végső rohamra, amelynek kimenetele számukra sem volt kétséges. A kapitány ekkor előhozatott két török rabot, és hívatta két énekes apródját, a követ útján meghagyta a pasának, hogy nevelje vitézzé a fiúkat, testét pedig tisztességesen temettesse el a harc után.
A végső ostrom előtt Szondy máglyát rakott a várban levő értékesebb holmikból, lovaitól elbúcsúzva leszúrta azokat, nehogy a török kezére jussanak. Az utolsó roham órákon át tartott, mert a védők bátran ellenálltak, amíg a túlerőben lévő ellenséges gyalogság betörve a várba mind egy szálig le nem kaszabolta őket. Szondy hősiesen, oroszlánként harcolt, amíg a túlerő le nem bírta. Az ostrom végeztével Ali basa előkerestette a kapitány testét, fejét közszemlére tétette ki, majd ellensége vitézségét megdicsérve katonai temetésben részesítette, sírjára vitézsége jeléül lobogós lovaslándzsát tűzetett.
Szondy történelmi szerepét értékelve a következőket írta róla Acsády Ignác:
„Történelmünk tele van hősökkel, hazafiakkal, vértanúkkal, kik, mint ő, nemzetünknek áldozták életüket. Vannak köztük nagyobbak, kiknek élete és halála mélyebb és maradandóbb hatást gyakorolt az ország sorsára: vannak olyanok, kik hatalmasabb eszközökkel rendelkezve, előkelőbb, fényesebb színpadra helyezve oly tettekkel szerezték meg a halhatatlanságot, melyek mögött a kis Drégely esete csekélységgé törpül. De a legnagyobbak, a legkiválóbbak közt is kevesen vannak, kik egyéniségük bájával, férfias jellemük varázsával, egész életük kristálytisztaságával, önfeláldozásuk nagyszerűségével oly igaz rokonszenvet élesztenének, mint Szondy György.”

## A Szondy-kultusz
A magyar kultúrában Szondy György hősi küzdelme a mai napig ható nemzeti példa lett. Az alacsony sorból származó, tehetséges, tiszta jellemű ifjú, aki vitézségének elismeréseként lett az esztergomi érsek várkapitánya, és nehéz helyzetben is példát mutatott kitartásból, jellemből, hűségből önfeláldozó bátorságával. Ezért jelenik meg a magyar irodalom számos nagy alakjának műveiben, ezért viseli szerte az országban számos utca a nevét, ezért készültek róla köztéri műalkotások, és ezért viselik közintézmények is a nevét.

### Szondy Györggyel kapcsolatos alkotások

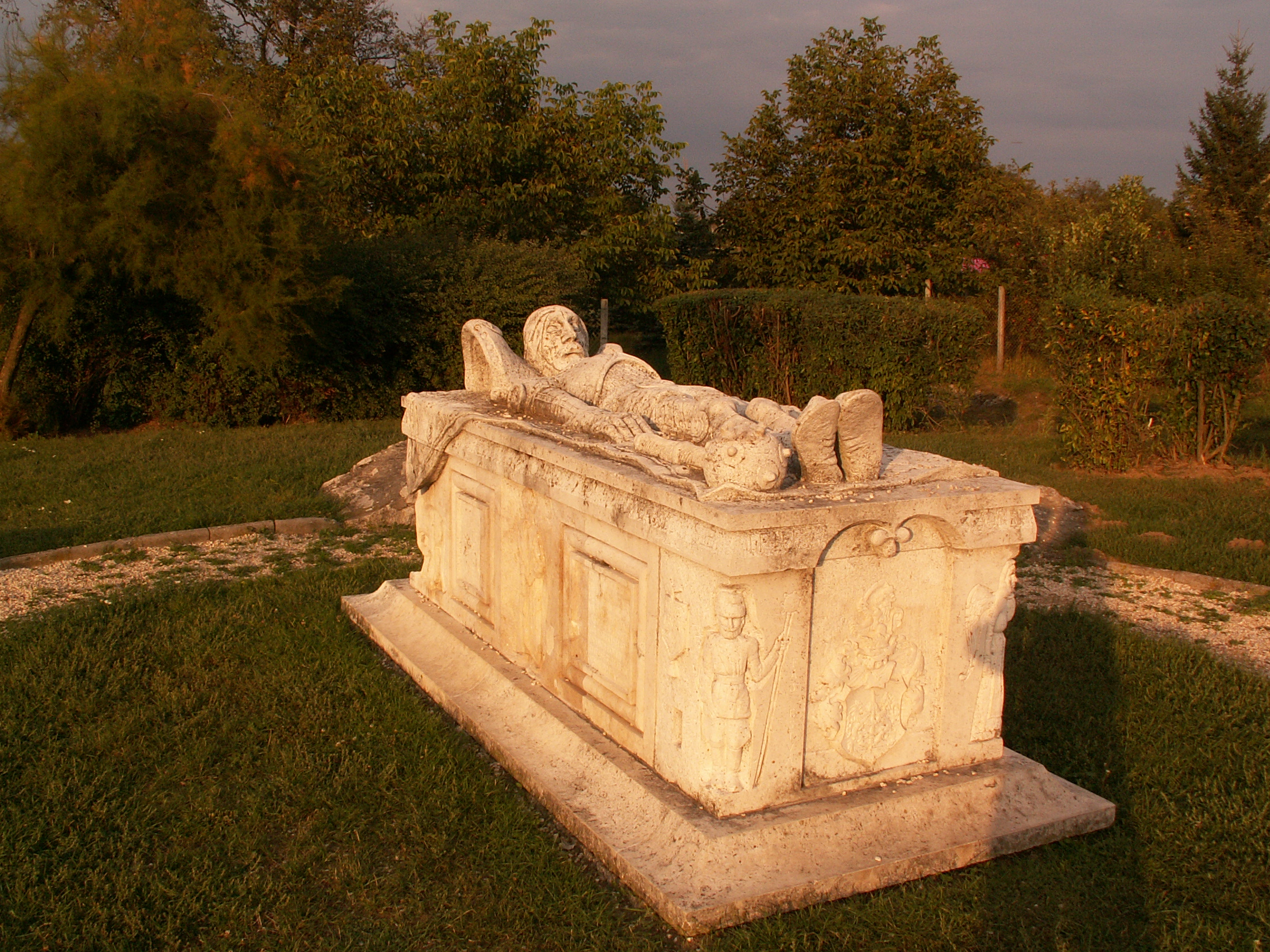
A Szondy-szarkofág

- Tinódi Lantos Sebestyén históriás éneke
- Arany János: Szondi két apródja című ballada
- Jókai Mór: Magyar nemzeti vértanúk – IV. Szondy György, a drégelyi hős (1895)
- Marton László: Szondy György-szobor (Kodály körönd, Budapest)
- Kő Pál: Szondy-szarkofág (Drégelypalánk)
- Drégely várának romjainál kőtábla Szondy tiszteletére